# Clube Futebol Benfica
Ne doit pas être confondu avec Benfica Lisbonne (omnisports).
Pour les articles homonymes, voir Benfica (homonymie).
Le Clube Futebol Benfica est un club omnisports portugais basé dans la ville de Lisbonne, dans le quartier de Benfica, mais n'a aucun lien avec son grand voisin le SL Benfica.

## Historique
Les origines du club remontent en 1895 avec la création du Grupo Foot-ball Benfica, en 1933 le club se réorganise et prend le nom actuel. Le club comprend entre autres des sections de football, rink hockey, hockey sur gazon, natation et athlétisme.
Le club est surtout connu pour sa section de football féminin, qui joue depuis 2011 en première division portugaise et réalise deux fois le doublé championnat et coupe du Portugal en 2015 et 2016.

## Sections sportives

### Football féminin

#### Histoire
Les filles du CF Benfica jouent au plus haut niveau du football féminin, depuis le milieu des années 1990. Après une saison en division inférieure, le club revient au sein de l'élite lors de la saison 2010-11. Cette même saison, il atteint la finale de la coupe, et finit 3e du championnat. 
La saison 2014-2015, reste à jamais gravée sur les tablettes du Futebol Benfica, les filles de Pedro Bouças réalisent le doublé championnat - coupe. Exploit qu'elles réalisent à nouveau la saison suivante, en ajoutant à ce doublé, la victoire de la Supercoupe.
Au cours de la saison 2015-2016, le CF Benfica fait ses débuts en Women's Champions League. Malgré deux victoires sur trois, le Futebol Benfica est éliminé lors des tours de qualification.

#### Dates clés
- 1994 : 1er match officiel de la section en Championnat du Portugal de football féminin
- 2003 : Vice-champion de D1
- 2004 : Relégation en D2
- 2010 : Champion du Portugal de D2
- 2011 : Finaliste de la Coupe du Portugal
- 2014 : Finaliste de la Coupe du Portugal
- 2015 : Doublé Coupe - championnat
- 2016 : Triplé Coupe - championnat - supercoupe
- 2021 : Relégation en D2

#### Palmarès
Le tableau suivant liste le palmarès du club actualisé à l'issue de la saison 2018-2019 dans les différentes compétitions officielles aux niveaux national et régional.
| Compétitions nationales | Compétitions régionales                                            |
| - Championnat du Portugal de Division 1 (2) - Champion : 2014-15 et 2015-16. - Vice-champion : 2002-03. - Championnat du Portugal de Division 2 (1) - Champion : 2009-10. - Coupe du Portugal (2) - Vainqueur : 2014-15 et 2015-16. - Finaliste : 2010-11 et 2013-14. - Supercoupe du Portugal (1) - Vainqueur : 2015. - Finaliste : 2016. | - Coupe de l'AF Lisboa Taça Carla Couto (1) - Vainqueur : 2019-17. |

#### Bilan saison par saison
| Saison    | Division 1    | Division 2 | Divisions Régionales | Coupe du Portugal | Supercoupe du Portugal |
| --------- | ------------- | ---------- | -------------------- | ----------------- | ---------------------- |
| 1995-1996 | 4e            | -          | -                    | -                 | -                      |
| 1996-1997 | 5e            | -          | -                    | -                 | -                      |
| 1997-1998 | 6e            | -          | -                    | -                 | -                      |
| 1998-1999 | 4e            | -          | -                    | -                 | -                      |
| 1999-2000 | 5e            | -          | -                    | -                 | -                      |
| 2000-2001 | 4e            | -          | -                    | -                 | -                      |
| 2001-2002 | 3e            | -          | -                    | -                 | -                      |
| 2002-2003 | 2e            | -          | -                    | -                 | -                      |
| 2003-2004 | 3e            | -          | -                    | -                 | -                      |
| 2004-2005 | -             | -          | -                    | -                 | -                      |
| 2005-2006 | -             | -          | -                    | -                 | -                      |
| 2006-2007 | -             | -          | -                    | -                 | -                      |
| 2007-2008 | -             | -          | -                    | -                 | -                      |
| 2008-2009 | -             | -          | -                    | -                 | -                      |
| 2009-2010 | -             | 1er        | -                    | 1/4 de finale     | -                      |
| 2010-2011 | 3e            | -          | -                    | Finaliste         | -                      |
| 2011-2012 | 3e            | -          | -                    | 1/4 de finale     | -                      |
| 2012-2013 | 4e            | -          | -                    | 1/4 de finale     | -                      |
| 2013-2014 | 3e            | -          | -                    | Finaliste         | -                      |
| 2014-2015 | 1er           | -          | -                    | Vainqueur         | -                      |
| 2015-2016 | 1er           | -          | -                    | Vainqueur         | Vainqueur              |
| 2016-2017 | 3e            | -          | -                    | 1/8e de finale    | Finaliste              |
| 2017-2018 | 7e            | -          | -                    | 1/4 de finale     | -                      |
| 2018-2019 | 3e            | -          | -                    | 1/4 de finale     | -                      |
| 2019-2020 | 5e            | -          | -                    | 1/4 de finale     | -                      |
| 2020-2021 | 9e Groupe Sud | -          | -                    | -                 | -                      |

#### Effectif actuel
*Les sélections indiquées en petits caractères représentent des sélections nationales jeunes dont les joueuses ont fait partie dans le passé.

#### Personnages emblématiques du club

##### Présidents
- Domingos Estanislau

##### Entraîneurs
- Nélson Soares(2011 à 2012)
- Nuno Cristóvão(2012)
- Mauro Prucha(2013)
- Pedro Bouças(2013 à 2016)
- Manuel Cadete(2017)
- António Marinho(2017 à 2018)
- Rui Manuel Silva(2018)
- Madalena Gala(2019)

##### Joueuses emblématiques d'hier et d'aujourd'hui
- Sílvia Brunheira
- Carla Couto
- Edite Fernandes
- Matilde Fidalgo
- Raquel Infante
- Jamila Marreiros
- Mafalda Marujo
- Andreia Silva

### Football masculin
L'équipe remporte la série E de la  III Divisão (4e niveau) en 2012.

### Rink hockey
Le CF Benfica remporte le Championnat du Portugal de rink hockey masculin en 1940, 1941 et 1943.

### Hockey sur gazon
- Champion du Portugal : 1951, 1953, 1954, 1956, 1959, 1973
- Coupe du Portugal : 1979 et 1981

## Stade
Le stade du club porte le nom du marathonien Francisco Lázaro qui décéda en 1912 pendant l'épreuve du marathon aux jeux olympiques de Stockholm.